# La Union (kommun i Chile)
La Union är en kommun i Chile.   Den ligger i provinsen Provincia del Ranco och regionen Región de Los Ríos, i den södra delen av landet, 800 km söder om huvudstaden Santiago de Chile.
I omgivningarna runt La Union växer i huvudsak städsegrön lövskog. Runt La Union är det ganska glesbefolkat, med 22 invånare per kvadratkilometer.